# Горки (станція метро)
55°45′36″ пн. ш. 49°11′27″ сх. д. / 55.76000° пн. ш. 49.19083° сх. д.
Горки (рос. Горки, тат. Gorki) — станція Казанського метрополітену, яка розташована на Центральній лінії. Відкрита 27 серпня 2005 року у складі першої пускової дільниці казанського метрополітену. Розташована на околиці житлового масива Гірки-1, звідки і походить назва станції.
На станції «Гірки» облаштовано пандуси, а також підйомник інвалідних візків. Таким чином, станція придатна для обслуговування пасажирів із особливими фізичними потребами. Станція має два вестибюлі, один з яких не працює з міркувань економії.

## Будівництво
За початковим проектом, станція «Гірки» повинна була знаходитись на перетині вулиць Ріхарда Зорґе та Братів Касімових, а ближче до центру (на перехресті вулиць Танкової та Карбишева) мала бути споруджена ще одна станція — «Героїв Татарстану». Однак ці проекти було скориговано з метою зменшення витрат на будівництво, тому будівельний майданчик станції «Гірки» розгорнули ближче до середмістя. Будівництво тривало небачено короткий час: з січня 2004 по липень 2005 року. Для досягнення необхідних темпів будівництва було задіяно безпрецедентно велику кількість робітників — часами вона сягала 800 осіб.

## Технічна характеристика
Конструкція станції — односклепінна мілкого закладення. Максимальна висота склепіння над рівнем платформи — 6 м.

## Архітектура
Як і всі інші станції казанського метрополітену, станцію «Гірки» спорудило МУП «Казметробуд» за проектом архітектора А. М. Мустафіна. Йому асистували архітектори Р. М. Хісамов, Т. Ф. Мухаметзянов.
Художнє оформлення станції мінімалістичне. Стіни перонного залу оздоблено полірованим зеленим мармуром «Індіана Ґрін». Підлогу платформи та вестибюлів виконано плитами з полірованого граніту «Мансурівський» з долученням граніту «Старобабанський» по спеціальному візерунку. Стелю перонного залу пофарбовано білим за технологією Tex-Color.
На ній за поздовжньою віссю у верхній точці склепіння розташовано масивні плафони-світильники з матовим покриттям, а на стиках склепіння та стін облаштовано приховані лінійні світильники.
Уздовж центральної поздовжньої осі платформи встановлено чотири 8-місних дерев'яних сидіння без спинки.

## Колійний розвиток
На час свого відкриття станція «Гірки» була кінцевою, тому за станцією споруджено двоколійні оборотні тупики. Після відкриття станції «Проспект Перемоги» він використовується лише для нічного відстою рухомого складу, а також у позаштатних ситуаціях.
Станція з колійним розвитком — 6 стрілочних переводів, перехресний з'їзд і 2 станційні колії для обороту та відстою рухомого складу.

## Наземний транспорт та об'єкти поруч зі станцією
Станцію «Козяча слобода» сполучають з іншими районами Казані численні маршрути міського пасажирського транспорту, а саме:
- Трамвайні — 11;
- Тролейбусні — 8,9,11,12,21;
- Автобусні — 4,5,18,19,22,30,31,37,47,55,68,74,74а,77,79,85.

Поруч зі станцією знаходяться міська лікарня №18, торговельні комлекси «Максідом», «Батьківщина» та парк унікальних хвойних дерев.